# ایبیراما
ایبیراما (به پرتغالی: Ibirama) یک منطقهٔ مسکونی در برزیل است که در سانتا کاتارینا واقع شده‌است. ایبیراما ۱۹٬۰۹۶ نفر جمعیت دارد.